# Najiaying (köpinghuvudort i Kina, Yunnan Sheng, lat 24,18, long 102,74)
Najiaying (kinesiska: 纳家营, 纳古) är en köpinghuvudort i Kina. Den ligger i provinsen Yunnan, i den sydvästra delen av landet, omkring 98 kilometer söder om provinshuvudstaden Kunming. Antalet invånare är 16 148. Befolkningen består av 7 544 kvinnor och 8 604 män. Barn under 15 år utgör 27,0 %, vuxna 15-64 år 68 %, och äldre över 65 år 3,0 %.
Runt Najiaying är det tätbefolkat, med 397 invånare per kvadratkilometer. Närmaste större samhälle är Yangguang, 7,5 km sydost om Najiaying. Runt Najiaying är det i huvudsak tätbebyggt.
Genomsnittlig årsnederbörd är 1 044 millimeter. Den regnigaste månaden är juni, med i genomsnitt 211 mm nederbörd, och den torraste är februari, med 12 mm nederbörd.